# Michel Michelet
Michel Michelet (* 14. Juni 1894 in Kiew als Michail Isaakowitsch Lewin; † 28. Dezember 1995 in Los Angeles, Kalifornien) war ein russischstämmiger Filmkomponist in Frankreich, Italien, Deutschland und den USA.

## Leben
Michail Lewin begann seine künstlerische Ausbildung an den Konservatorien von Kiew und St. Petersburg, ehe er nach Deutschland kam. Von 1912 bis 1913 vervollständigte er seine Studien in Leipzig am Konservatorium. Dort erhielt er Unterricht von Max Reger, Robert Teichmüller und Julius Klengel. Später bildete er sich in Wien fort. Michelet wirkte zunächst als Cellist, später arbeitete er auch als Komponist von Ballett- und Konzertmusiken und vertonte Bühnenstücke.
Mit Anbruch des Tonfilmzeitalters in Europa (1929) übersiedelte Michelet nach Paris, wo er recht bald Anschluss an die dortige Kinoindustrie fand. In den 1930er Jahren zeichnete er teils als Michel Michelet (ab 1937), überwiegend aber unter dem Namen Michel Lévine für die Untermalungen von einer Fülle von Unterhaltungsfilmen mittlerer Qualität verantwortlich, darunter mehrere Werke des wie Michelet aus Kiew stammenden Regisseurs Victor Tourjansky.
Im Jahre 1941 gelang dem Juden Lewin die Flucht aus dem von den Deutschen besetzten Frankreich, und Michelet siedelte sich in Los Angeles an. Dort setzte er seine Arbeit für den amerikanischen Film fort, schrieb aber auch Musiken für Dokumentationen und Lehrfilme des U.S. Information Service. Zweimal (jeweils 1945), für A Voice in the Wind und The Hairy Ape, wurde Michelet für den Oscar in der Kategorie Beste Filmmusik (Drama/Komödie) nominiert. Mit Beginn der 1950er-Jahre schrieb er erneut Kompositionen für das europäische Kino, nunmehr nicht nur für französische, sondern auch für italienische und deutsche Produktionen, darunter Fritz Langs Abenteuerzweiteiler Der Tiger von Eschnapur und Das indische Grabmal. Für insgesamt über 100 Filme schrieb Michel Michelet die Noten.
Schließlich kehrte er in die USA zurück, komponierte nur noch sporadisch für die große Leinwand (vor allem für Dokumentationen) und konzentrierte sich auf die Komposition klassischer Werke wie Oratorien, Requiems und Sonaten für Cello und Klavier. Seine letzte große Arbeit, Sieben Visionen von Judäa, wurde 1989 veröffentlicht.
Der zuletzt als Michael Michelet im kalifornischen Laguna Niguel, Orange County, ansässige Komponist starb Ende 1995 im 102. Lebensjahr.

## Filmografie (Auswahl)
- 1930: La femme d’une nuit
- 1931: Das Ende der Welt (La fin du monde)
- 1931: Die Fledermaus
- 1932: Monsieur Tugendsam (Le rosier de Madame Husson)
- 1932: Ce cochon de Morin
- 1933: L’abbé Constantin
- 1933: La voix sans visage
- 1934: Le scandale
- 1934: Ademaï aviateur
- 1935: Sous la terreur
- 1935: Schwarze Augen (Les yeux noirs)
- 1935: Tovaritch
- 1936: Mister Flow
- 1936: Unruhe im Mädchenpensionat (Le mioche)
- 1936: Kampf um Madeleine (La porte du large)
- 1936: Wolgaschiffer (Les bateliers de la Volga)
- 1937: Gebrandmarkt (Forfaiture)
- 1937: Dunja (Nostalgie)
- 1937: Die Lüge der Nina Petrowna (Le mensonge de Nina Petrovna)
- 1937: Ab Mitternacht
- 1938: Serge Panine
- 1938: Die große Entscheidung (Alerte en méditerranée)
- 1938: L’Emigrante – Roman einer Abenteurerin (L’émigrante)
- 1939: Rappel immédiat
- 1939: Mädchenhändler (Pièges)
- 1940: 24 heures de perm’
- 1942: Miss Annie Rooney
- 1944: Voice in the Wind
- 1944: The Hairy Ape
- 1944: Musik für Millionen (Music for Millions)
- 1944: Up in Mabel’s Room
- 1946: Tagebuch einer Kammerzofe (The Diary of a Chambermaid)
- 1946: The Chase
- 1947: Angelockt (Lured)
- 1948: Impact
- 1948: Aufruhr in Marokko (Outpost in Morocco)
- 1949: Der Mann vom Eiffelturm (The Man on the Eiffel-Tower)
- 1949: Die Herrin von Atlantis (Siren of Atlantis)
- 1950: Once a Thief
- 1950: Tarzan und die Dschungelgöttin (Tarzan’s Peril)
- 1951: M
- 1953: Brennpunkt Algier (Fort Algiers)
- 1955: Das Geheimnis der Schwester Angelika (Le Secret de sœur Angèle)
- 1955: Ein Mann für Afrika (Un Missionaire)
- 1957: Der Sohn des Scheik (Los amantes del desierto)
- 1957: Helena, die Kurtisane von Athen (Aphrodite)
- 1957: La venere di Cheronea
- 1958: Petersburger Nächte
- 1958: Der Tiger von Eschnapur
- 1958: Das indische Grabmal
- 1961: Bis zum Ende aller Tage
- 1962: Cleopatra, die nackte Königin (Una regina per Cesare)
- 1962: Kapitän Sindbad (Captain Sindbad)
- 1964: Un commerce tranquille